# (9344) Klopstock
(9344) Klopstock est un astéroïde de la ceinture principale.

## Description
(9344) Klopstock est un astéroïde de la ceinture principale. Il fut découvert le 12 septembre 1991 à Tautenburg par Freimut Börngen et Lutz Dieter Schmadel. Il fut nommé en honneur de Friedrich Gottlieb Klopstock. Il présente une orbite caractérisée par un demi-grand axe de 2,36 UA, une excentricité de 0,09 et une inclinaison de 5,0° par rapport à l'écliptique.

## Compléments